# Dioses menores
Dioses menores es una novela de Terry Pratchett, parte de la popular serie de Mundodisco. 
Publicada originalmente en 1992, Pratchett relata el origen del dios Om de Mundodisco y su relación con su profeta, el reformador Brutha; en el proceso, Pratchett hace una sátira de la religión. El omnianismo tiene similitudes en algunos aspectos con otras religiones monoteístas, en particular con el islam y el cristianismo. A pesar de que el tono general de la obra es de un cinismo divertido, termina con una nota espiritual.
En la primera edición de la novela en castellano faltaban algunos párrafos completos, que sí vinieron incluidos en la siguiente edición de bolsillo.

## Argumento
En el Mundodisco los dioses crecen o disminuyen en poder según el número de seguidores que tengan, lo que explica que haya dioses más poderosos que otros. En ocasiones los dioses toman alguna forma física para pasearse por el mundo y evitar así el aburrimiento. Cuando el dios Om decide hacerlo, se encuentra con que, pese a la enorme estructura de la religión articulada en su nombre, solamente tiene un creyente real. Por tanto, apenas tiene poder y aparece en el mundo transformado en tortuga. Si no logra mantenerse cerca de Brutha, su único creyente, se convertirá en una mera voz en el desierto.
El libro trata diferentes conceptos religiosos que coloca en Efebia, Omnia, Ankh-Morpork y otros lugares de Mundodisco, y las diferentes formas de vivir la religiosidad, o el ateísmo en el caso de los filósofos. En el caso del monoteísmo, enfrenta la religiosidad de Vorbis y la de Brutha, ambos fanáticos con dos visiones opuestas producto de la misma religión. Vorbis considera que todo lo que hace está bendecido por Om: si el dios no quisiera que actuara así, se lo impediría, lo que le permite hacer las mayores crueldades con la conciencia limpia. En cambio Brutha tiene una fe absoluta en la palabra de Om y cumple escrupulosamente todos los preceptos, lo que le convierte en una especie de simplón bueno. A lo largo del libro Brutha irá creciendo y evolucionando, al contrario que Vorbis.
Parte de la obra transcurre en Efebia, una parodia de las polis griegas en la que florecen los filósofos y la filosofía. El hecho se aprovecha para hacer una sátira:
Su filosofía era una mezcla de tres famosas escuelas—los cínicos, los estóicos y los epicúreos -- que resumía en su famosa frase "No puedes fiarte de un tipo más allá de lo que puedes lanzarlo, y no hay nada que se pueda hacer para cambiarlo, así que tomemos una copa."
Otro de los temas tratados es la libertad. Los efebios tienen esclavos, los omnianos no. Los esclavos efebios tienen derecho a escaparse un mes al año (para visitar a la familia), tienen los fines de semana libres, deben ser alimentados y cuidados por sus dueños y no pueden ser maltratados, ya que son valiosos. La esclavitud no existe en Omnia, una teocracia que se impone a base de terror de la misma manera que la inquisición, y los hombres se consideran libres a pesar de vivir bajo el miedo y la opresión.

## Personajes
-Om: Es un dios menor aunque su religión es muy grande, no tiene fieles reales. Está basado en muchos dioses del monoteístmo (a diferencia de las otras culturas del disco lo omnianos dicen que es el único dios), ha tenido siete profetas que lo vieron en su forma de toro aplastando infieles, o de águila destripando infieles, es un ser vengativo y amenaza constantemente a todos aun cuando carece de poder, el primero de sus profetas fue lapidado poco después de su revelación y los demás tegiversaron lo poco o nada que les dijo.
-Brutha: Está basado en Santo Tomás de Aquino (al que también apodaban el gran buey, el buey tonto), tiene memoria fotográfica y es el ejemplo de los valores que las religiones predican pero los feligreses y religiosos omiten, es el octavo profeta de Om (el primero que realmente conoce a su dios y está muy decepcionado).
-Vorbis: Es el inquisidor en jefe, su mente es la más uniforme del disco (Om la describe como una bola de metal), no hay un atisbo de maldad o bondad en su interior solo curiosidad y una fe ciega en los preceptos de los profetas que interpreta a su conveniencia asesina a sus aliados o enemigos con desinterés.

## Discusión: Cronología
El libro es fuente de discusión entre los aficionados al Mundodisco, ya que no está claro si transcurre 100 años antes de los demás libros o a la vez, a excepción de la última parte, que transcurre un siglo después que el resto del libro. En la novela Ladrón del tiempo se ofrece una especie de explicación al afirmar que, como consecuencia de una fractura en el tejido temporal, en Omnia se unieron dos siglos en uno solo. También hay que mencionar que en Carpe Jugulum, en una discusión entre el predicador del omnianismo Poderosamente Avena y la bruja Yaya Ceravieja, se da a entender que los sucesos narrados en Dioses menores tuvieron lugar varias generaciones atrás. Además, en varios de los libros del Mundodisco aparece el agente Visita, un predicador omniano que se ha hecho policía; si los hechos de Dioses menores hubieran ocurrido al mismo tiempo que otros libros de Mundodisco, su presencia habría sido discutible.
- Datos: Q1307144